# Luís, Duque de Joyeuse
Luís de Lorena, Duque de Joyeuse (em francês:  Louis de Lorraine, Duc de Joyeuse; 11 de janeiro de 1622 – Paris, 27 de setembro de 1654) foi um nobre francês, pertencente à Casa de Guise, ramo cadete da Casa de Lorena. Era o filho mais novo de Carlos, Duque de Guise e de Henriqueta Catarina de Joyeuse.

## Biografia
Luís foi nomeado Grande Camareiro da França em 1644 pouco após os Guise terem sido autorizados a regressar do seu exílio, em Florença. Luís XIV devolveu as terras de Joyeuse, anteriormente confiscadas aos Guise caídos em desgraça e, em 1647, ao atingir a maioridade, Luís de Lorena recebeu o título de Duque de Joyeuse, o ducado dos seus antepassados maternos.
Como Coronel-General de cavalaria ligeira, serviu como voluntário no cerco de Gravelines, em 16414, e em duas outras campanhas. ("A sua companhia de guardas montados e os seus apetrechos eram do que melhor havia", comentou um boletim informativo do tempo.) Ele morreu em Paris de uma ferida no braço direito, recebida a 22 de abril de 1654, durante uma carga contra o inimigo próximo de Arras. Veio a ser sepultado em Joinville junto aos antepassados paternos.

### Casamento e descendência
Luís casou a 3 de novembro de 1649, em Toulon, Maria Francisca de Valois (d. 1696), filha de Luís Emanuel, Duque de Angoulême, por sua vez filho de Carlos de Valois-Angoulême (um bastardo do rei Carlos IX da França). Maria Francisca sucedera ao pai no Ducado de Angoulême em 1653. Mentalmente instável (imbecil como na altura se dizia), ela vivia confinada, pela mãe, no castelo de Ecouen ou no Hotel d'Angouleme. Uns anos após o seu casamento, Maria Francisca foi enviada para a abadia de Essey.
Deste casamento nasceram dois filhos:
- Luís José (Louis Joseph) (1650–1671), que veio a herdar do tio materno o Ducado de Guise e que casou com Isabel Margarida de Orleães[6]
- Catarina Henriqueta (Catherine Henriette) (1651–1655/56)[7].